# Fragments of Him
Fragments of Him is een first-person narratief computerspel ontwikkeld door de Nederlandse computerspelontwikkelaar Sassybot. Het spel verscheen in mei 2016 voor pc en Xbox One, gevolgd door een uitgave voor PlayStation 4 in september 2017. Het behandelt thema's als verlies en rouwverwerking.

## Spelverloop en verhaal

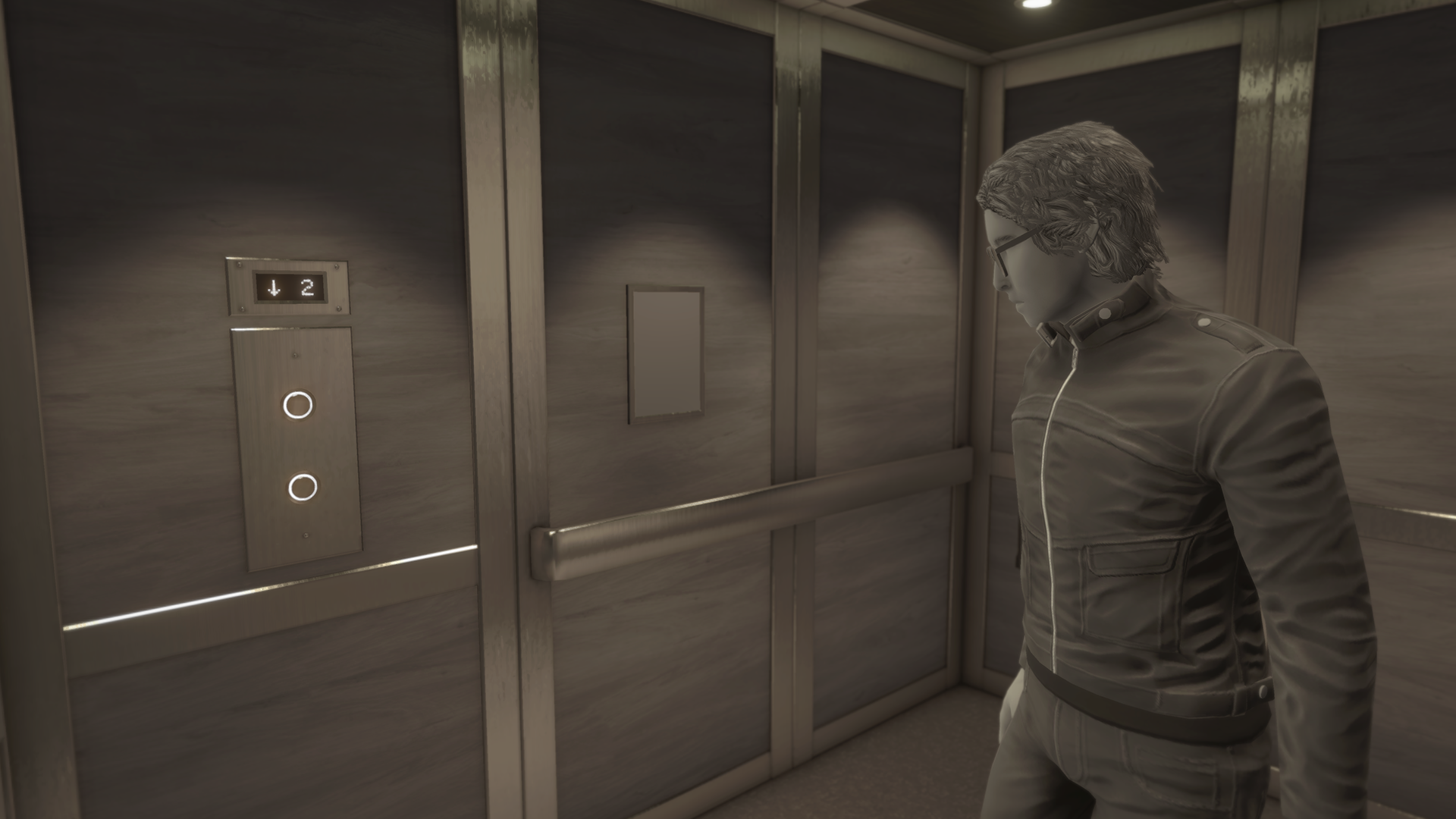
Het hoofdpersonage, Will, in een lift

Fragments of Him heeft minimale gameplay. De speler bestuurt een personage en navigeert door diverse omgevingen, waarbij interactie voornamelijk bestaat uit het selecteren van objecten. Deze objecten vertegenwoordigen herinneringen en activeren dialogen of gedachten van de personages.
Het verhaal begint in medias res en volgt Will, een man die bij een verkeersongeval om het leven komt. De speler ervaart het verhaal door de ogen van drie mensen die nauw met Will verbonden waren: zijn oma Mary, zijn ex-vriendin Sarah en zijn partner Harry. Door interactie met objecten worden fragmenten uit Wills leven, zowel voor als na zijn overlijden, onthuld. Deze fragmenten werpen licht op de relaties tussen de personages en hun persoonlijke verwerking van verlies. De herinneringen van de personages worden niet in strikte chronologische volgorde gepresenteerd, maar wisselen in de tijd.
Sarah en Will hadden een relatie tijdens hun studietijd, maar Sarah realiseerde zich dat haar relatie met Will geen toekomst had en moedigde hem aan zijn vriendschap met Harry verder te ontwikkelen, wat uiteindelijk uitmondde in een liefdesrelatie. Mary worstelde aanvankelijk met Wills homoseksualiteit, maar hun relatie verbeterde nadat Will haar verzorgde na een ongeval. Harry, die samenwoonde met Will, kampt na diens dood met intens verdriet en probeert zijn emoties te verwerken door hun huis leeg te maken.

## Visuele stijl

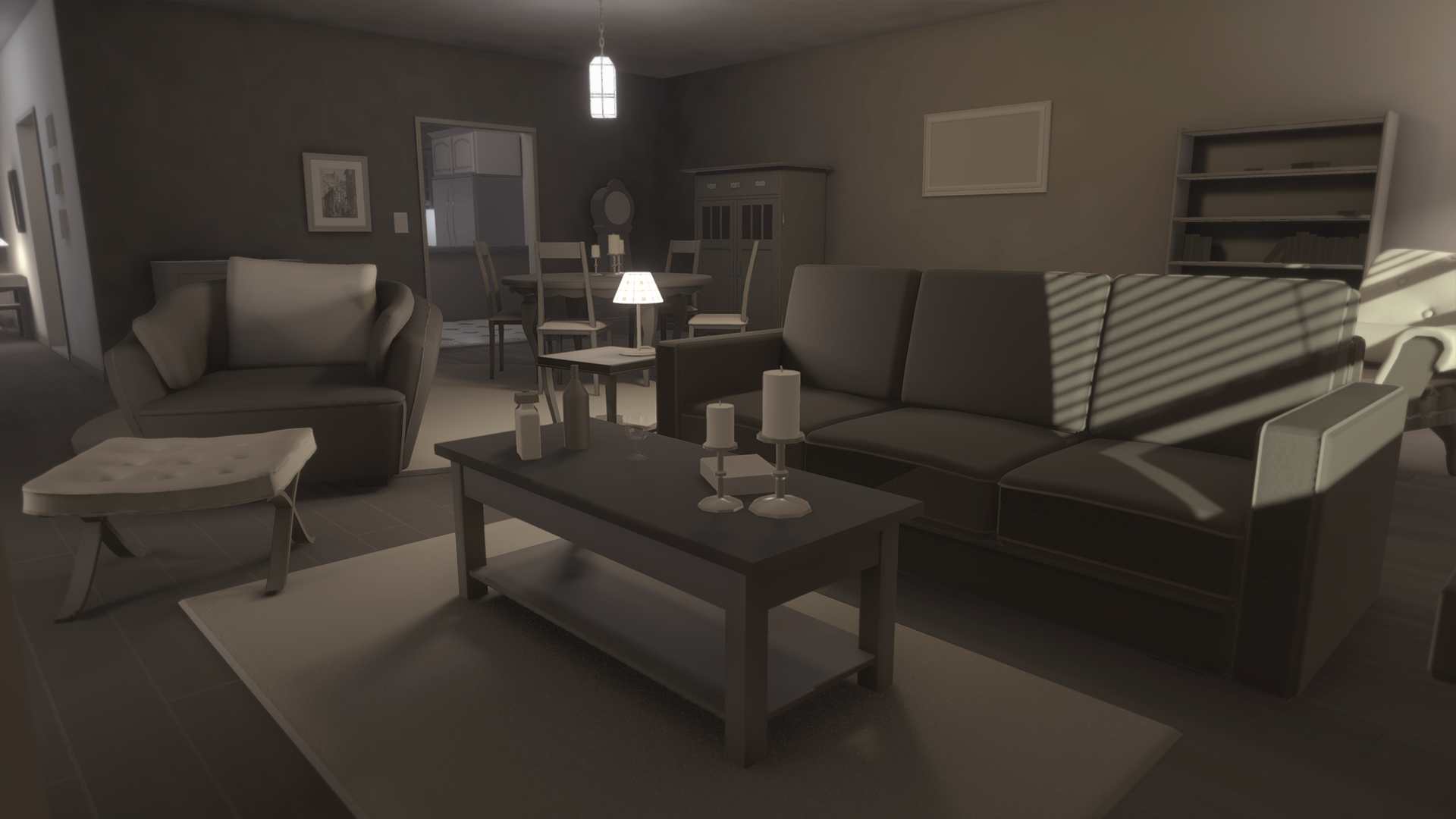
Een voorbeeld van een omgeving in Fragments of Him

Het spel heeft een minimalistische visuele stijl, een palet van grijstinten met een beperkt gebruik van kleur. De ontwikkelaars verklaarden dat ze bewust voor deze minimalistische stijl hebben gekozen om de emotionele impact van het verhaal te maximaliseren.

## Ontwikkeling

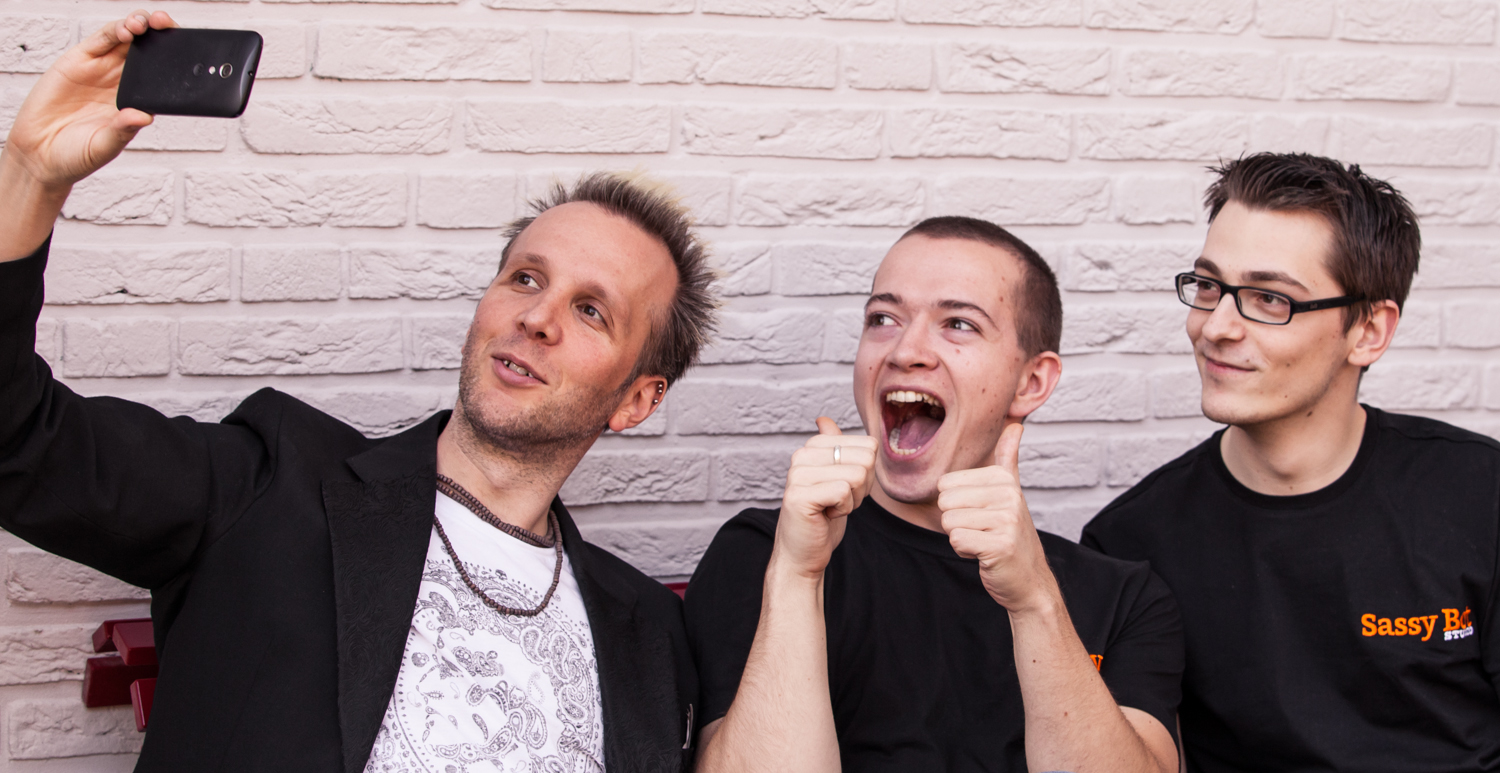
Het ontwikkelingsteam van het spel

De ontwikkeling van Fragments of Him begon in april 2013 als een prototype tijdens de Ludum Dare 26 game jam, waar het team van Sassybot, bestaande uit Elwin Verploegen (programmeren), Tino van der Kraan (art), ondersteund door zijn vriendin voor 3D-modellering, en Mata Haggis (computerspelontwerp/narratief), binnen 72 uur een narratief point-and-click-spel ontwikkelde binnen het thema "minimalisme". De positieve ontvangst van dit prototype, zowel door spelers als andere ontwikkelaars, motiveerde het team om het concept verder uit te werken tot een volwaardig spel. De ontwikkeling werd mede gefinancierd door het Mediafonds, dat artistieke gameprojecten ondersteunt.
Het spel werd ontwikkeld door een klein team met beperkte middelen, wat het noodzakelijk maakte om creatieve oplossingen te vinden. Voor motion capture werd gekozen voor de kostenefficiënte iPi Motion Capture-software, in combinatie met een consumentencamera. Tijdens de ontwikkeling zorgden een verplichte upgrade van de game-engine en de optimalisatie voor verschillende hardwareplatformen voor vertragingen en technische complicaties, waaronder lange laadtijden tussen scènes.

## Ontvangst
Fragments of Him ontving gemengde recensies. Het spel werd geprezen om zijn ambitieuze verhaal en de volwassen benadering van complexe thema's, maar kreeg kritiek op de gameplay en technische uitvoering.
De thematiek van liefde, verlies en rouwverwerking werd door veel critici gewaardeerd, evenals de subtiele en natuurlijke wijze waarop homoseksualiteit in het verhaal werd geïntegreerd. De dialogen en acteerprestaties werden geprezen om hun realisme en emotionele impact.
De gameplay werd echter bekritiseerd vanwege de beperkte interactiemogelijkheden en repetitieve mechanieken. Veel recensenten bestempelden het spel als een "walking simulator". Ook de grafische stijl kreeg kritiek, met opmerkingen over de simplistische vormgeving en het gebrek aan expressiviteit in de personages. Daarnaast werd het trage tempo en de expliciete uitleg van het verhaal door sommige recensenten als belemmerend ervaren.

### Erkenning
Het spel ontving de 'People's Choice Award' tijdens Develop:Brighton in 2015. In 2016 werd het genomineerd voor onder andere 'Best Writing in a Video Game' bij de Writers' Guild Awards en voor vijf prijzen bij de Game Connection-conferentie in Parijs, waaronder 'Best Desktop / Downloadable' en 'Best Story / Storytelling'. Het spel ontving ook twee nominaties bij de Dutch Game Industry Awards in 2016 voor 'Special Award' en 'Best Music & Audio'. In 2017 werd het genomineerd voor de 'Matthew Crump Cultural Innovation Award' bij SXSW.